# مارك بروكس (مخرج)
مارك بروكس (بالإنجليزية: Mark Brooks)‏ هو مخرج أمريكي، ولد في 1950.

## وصلات خارجية
- مارك بروكس على موقع IMDb (الإنجليزية)
- مارك بروكس على موقع ألو سيني (الفرنسية)
- مارك بروكس على موقع ميوزك برينز (الإنجليزية)
- مارك بروكس على موقع أول موفي (الإنجليزية)
- مارك بروكس على موقع قاعدة بيانات الفيلم (الإنجليزية)
- مارك بروكس على موقع كينوبويسك (الروسية)